# Crystal Palace (palazzo)
Il Crystal Palace (palazzo di Cristallo) era un'enorme costruzione di vetro in stile vittoriano, che fu eretta a Londra nel 1851 per ospitare la prima Esposizione Universale. Fu installato a Hyde Park, per poi essere smontato e ricostruito in un'altra zona della città, Sydenham Hill, nel 1852. Si trattava di uno degli esempi più celebri di architettura del ferro ed ispirò la costruzione di molti altri edifici, spesso battezzati nello stesso modo. Deve il suo nome al periodico satirico Punch. Fu distrutto da un incendio nel 1936; il quartiere dove era ubicato il palazzo prende ancora il suo nome.

## Il concorso per la costruzione di un Palazzo delle Esposizioni

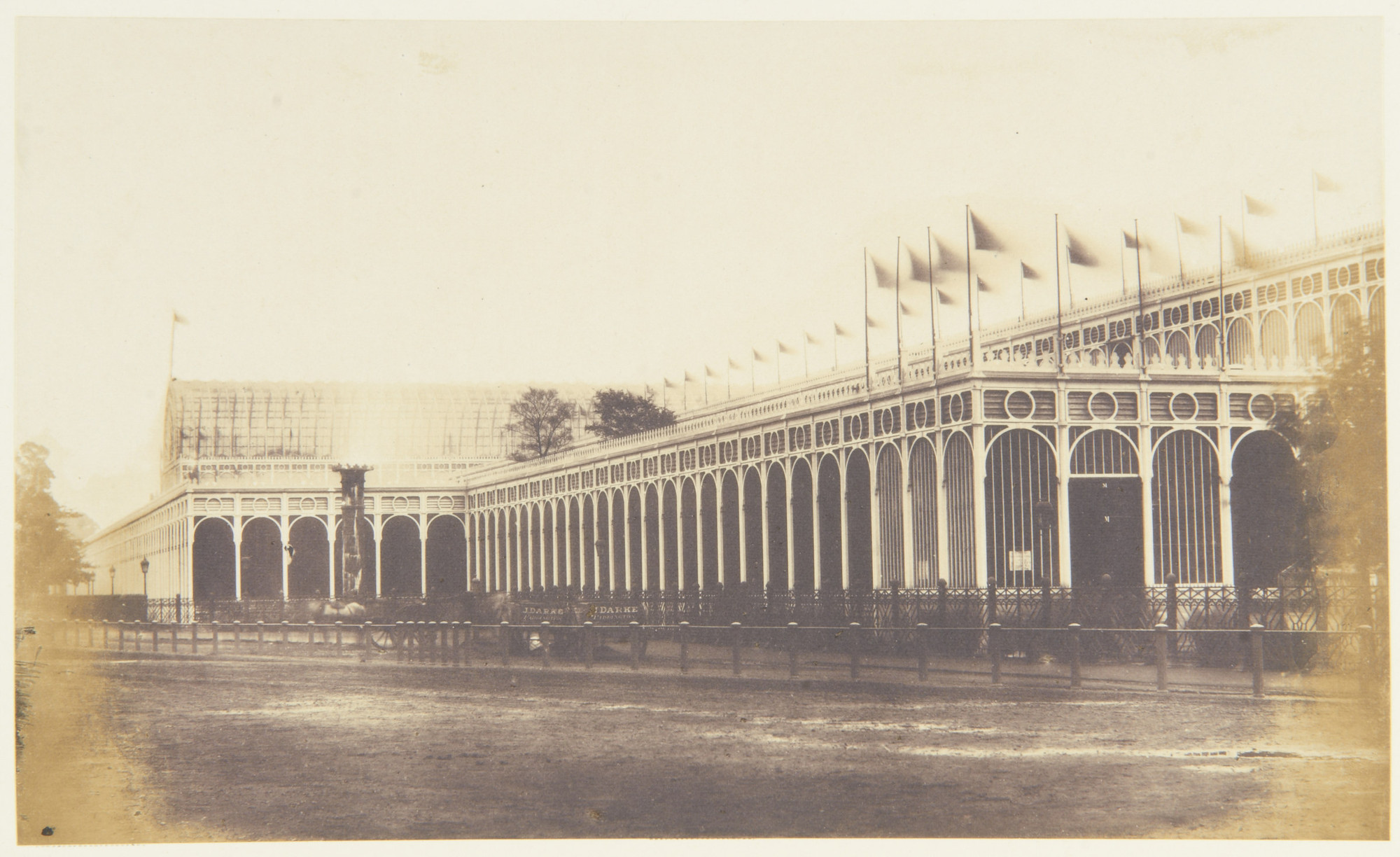
Versione originale della costruzione.

Nel 1850 si promosse la celebrazione della primissima esposizione universale del mondo, per iniziativa del Principe Alberto. Un Palazzo delle Esposizioni dalla superficie di diversi ettari, il cuore della mostra, doveva essere costruito per l'anno successivo in uno dei luoghi principali di Londra, appunto a Hyde Park. Era però difficile che un edificio talmente grande potesse rimanere definitivamente in una zona così importante.
Alla prima pubblicazione del concorso risposero circa 240 candidati. A proporre i progetti di maggior successo furono il francese Hector Horeau e l'irlandese Richard Turner.
Entrambi pianificavano un edificio costruito interamente in ferro e vetro. Tutti i progetti proposti per questa prima edizione del concorso finirono per esser considerati irrealizzabili: il maggior problema emerso consisteva soprattutto nell'impossibilità di riutilizzare gli elementi prefabbricati dopo lo smontaggio dell'edificio.
Il comitato responsabile decise in seguito di realizzare un semplice progetto base, per poi farlo sviluppare ulteriormente da altri architetti. Fu Joseph Paxton, allora famoso costruttore di serre, a fornire la variante del progetto che prometteva l'esecuzione più rapida. Infatti, la costruzione poteva avvalersi di materiale prefabbricato e prodotto in serie, in maniera tale da permettere che l'edificio venisse eretto in soli quattro mesi. Paxton non aveva alcuna formazione professionale di ingegnere quando concepì l'edificio, destinato a conservare preziosissimi oggetti, come formulato nell'invito da parte del Comitato di costruzione che non mancò di sollevare obiezioni: sarebbe stata garantita la sicurezza del pubblico e delle opere esposte da una struttura talmente leggera? Avrebbe questa resistito adeguatamente al vento, alla condensazione, alle vibrazioni e ad altri agenti esterni? A questo punto Paxton, al fine di sciogliere ogni dubbio, forzò la decisione autorizzando l'Illustrated London News a divulgare il suo progetto. L'immaginazione del pubblico fu immediatamente sedotta. È qui che la rivista Punch battezzerà l'edificio che Paxton arrangiò Crystal Palace, dopo che dei 240 progetti pervenuti al Comitato di costruzione nessuno era stato selezionato. Il piano di Paxton fu approvato il 15 luglio 1850 e il 1º maggio 1851 l'edificio venne inaugurato in una giornata di sole.

## Il concetto

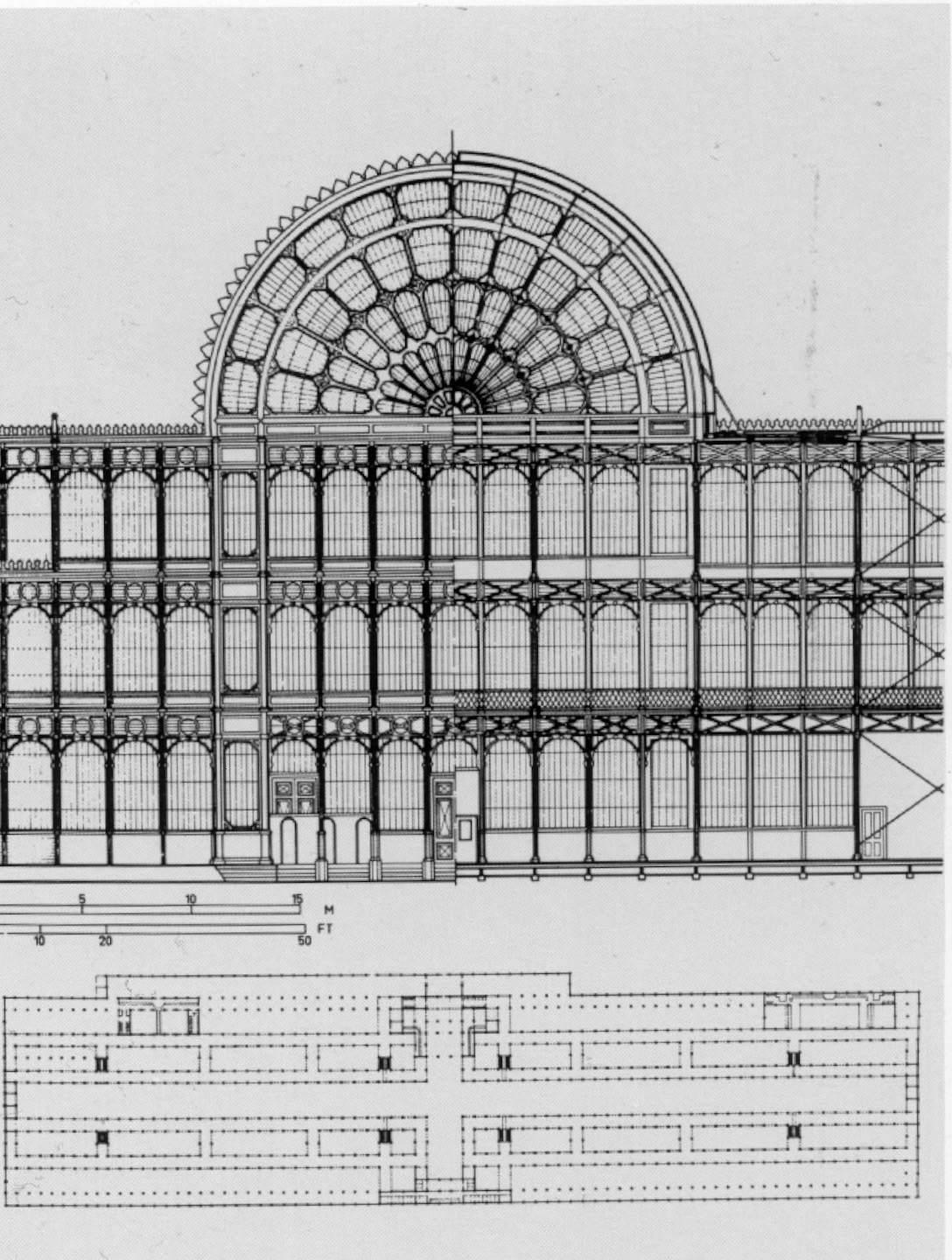
Crystal Palace: visione frontale e struttura del pianterreno.

L'unità base che costituiva l'edificio era un quadrato del lato di 24 piedi (circa 7,3 m). Il piano della parte principale dell'edificio prevedeva 77x17 di queste unità. Esso raggiungeva una superficie totale di 84.000 m². I vari spazi di esposizione vennero distribuiti, a grandi linee, concordemente allo schema dei vari elementi quadrati uguali tra di loro. Era dunque una struttura modulare.

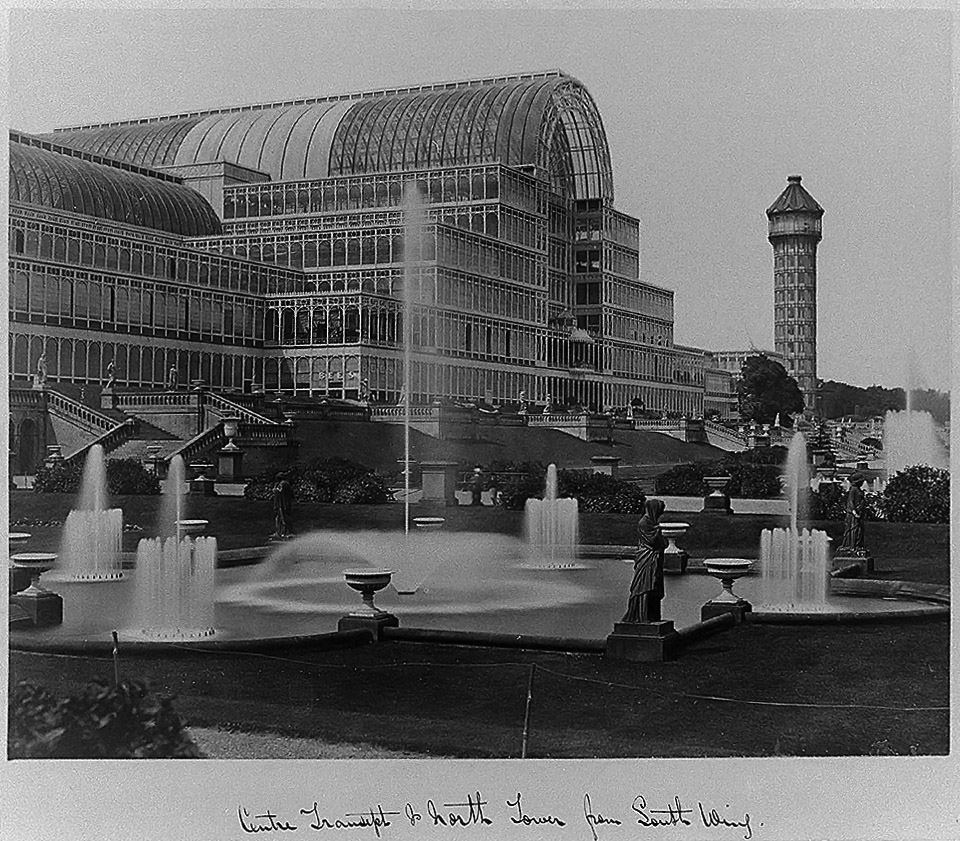
Il Crystal Palace ricostruito in versione ingrandita dopo il trasloco: l'edificio è stato ampliato; la volta a botte è stata estesa a tutta la costruzione

Questa struttura geometrica faccia bella 
non aveva, in sé, nulla di nuovo, ma il suo uso era innovativo sotto diversi punti di vista: l'uso di sostegni di ferro permetteva una totale rinuncia a grossi pilastri e muri portanti, per cui quasi tutta la superficie esterna poteva essere costruita con vetro. Inoltre, la produzione di elementi costruttivi prefabbricati in serie facilitava enormemente l'applicazione del concetto, compreso quello del progetto di una successiva ricostruzione (volendo anche in forma ampliata).
Nel corso dell'esecuzione dei lavori, si dovette rimaneggiare il progetto al fine di preservare alcuni vecchi olmi situati nel parco sul sito della costruzione. Per ovviare al problema e alle contestazioni, Paxton sviluppò un transetto centrale con un alto tetto curvo, assicurando una doppia simmetria di forma alla sua opera.
Le nervature radiali della facciata principale, presso la volta a botte, erano ispirate a quelle delle foglie di una ninfea, la Victoria amazonica. Secondo Paxton, che era anche giardiniere, le piante andavano considerate tra i migliori modelli di ingegneria.
Sul piano estetico, Paxton compie diverse innovazioni, che risulteranno in un passo avanti nella realizzazione dell'estetica dell'architettura del ferro: sfrutta la struttura come spazio libero, una geometria affrancata dalla massa e in grado di far spazio ai volumi, che solo il ferro e il vetro potevano permettere; inoltre, la trasparenza della costruzione permette di assottigliare il confine tra spazio interno e esterno, di mettere in valore il vuoto luminoso delle vetrate rispetto al pieno esile dello scheletro di ferro, una rivoluzione per l'epoca in uno spazio tanto esteso.

## Uso

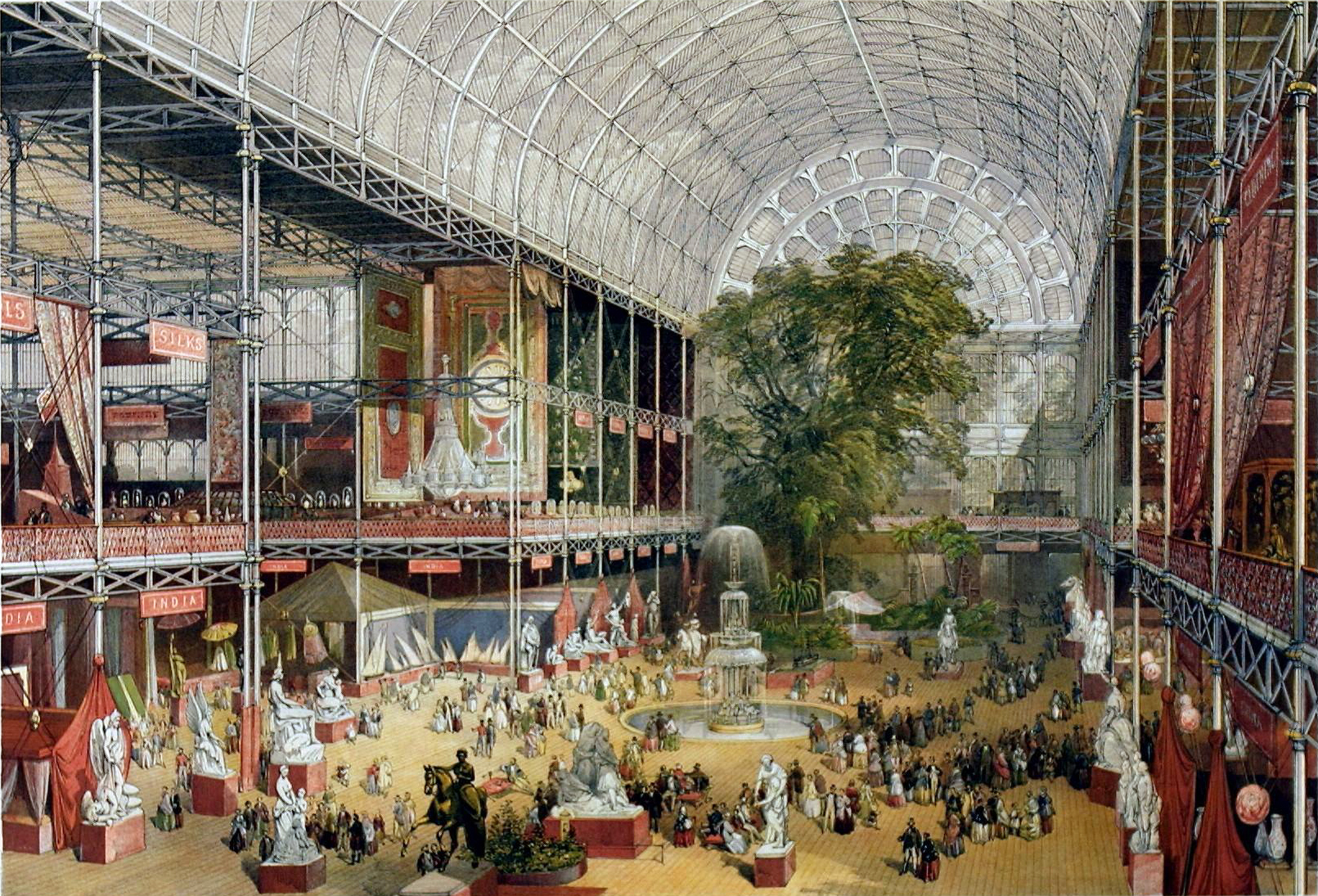
Interno del Crystal Palace

Dopo lo smontaggio e la ricostruzione al nuovo sito, vi furono degli arricchimenti sostanziali: la volta a botte, già presente solo sul transetto, arrivò a coprire l'intera costruzione che divenne non solo più estesa, ma anche più alta. Questo accorgimento risultava molto utile, dato che permetteva lo sviluppo degli alberi che crescevano nel palazzo. Furono poste torricelle laterali ai lati dello stabile, usate per immagazzinare l'acqua di cui avevano bisogno le piante.
Dopo l'esposizione universale, si pose la questione degli utilizzi successivi del palazzo, che comunque cambiarono frequentemente. Tra l'altro vi si svolgevano anche delle manifestazioni sportive: ad esempio, il club inglese di calcio che svolgeva le proprie attività in questo palazzo prese il nome dello stabile, assumendo il nome di Crystal Palace F.C.; tutt'oggi, la squadra riproduce un'immagine stilizzata del palazzo sul suo stemma. Il Crystal Palace ospitò anche una delle prime esposizioni sui dinosauri. Una stazione ferroviaria che rimane tutt'oggi in funzione fu costruita vicino al palazzo nel 1856 per facilitarne l'accesso al pubblico.
All'inizio del ventesimo secolo, l'interesse per edifici del genere era comunque calato: fu così che durante la prima guerra mondiale venne utilizzato per esercitazioni della marina. Verso la fine del periodo interbellico, ospitava degli studi televisivi.

## La fine del Crystal Palace

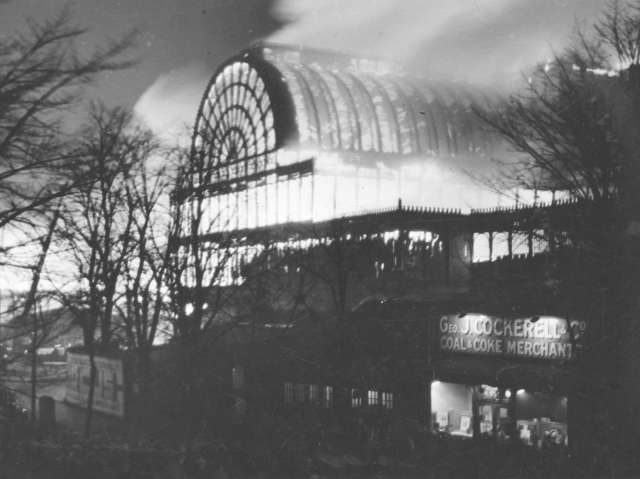
Il Crystal Palace in fiamme

Gli incendi sono degli inconvenienti abbastanza tipici per costruzioni di questo tipo: già nel 1866 le fiamme minacciarono di demolire interamente il palazzo, che venne risanato con non poche difficoltà. Lo stesso pericolo incombeva comunque sulle diverse principali costruzioni ispirate a quella londinese: Nel 1858, a pochi anni dalla costruzione, veniva annientato il New Crystal Palace a New York. Nel 1931, fu la volta del Glaspalast a Monaco di Baviera.
Il Crystal Palace di Londra venne definitivamente distrutto in un rogo il 30 novembre 1936. Di notte, luce e fumo potevano essere riconosciuti a chilometri di distanza. Realizzata in vetro e ferro, la costruzione, in sé ininfiammabile ma in cattive condizioni, non resse alle fiamme che per cause sconosciute divamparono tra gli svariati elementi in legno che si trovavano all'interno, come i mobili e il pavimento. Benché non vi sia stata un'inchiesta ufficiale, l'ipotesi più probabile pare quella di un cortocircuito, di un fenomeno dunque all'epoca piuttosto frequente. Pare inoltre che alcuni pannelli provvisori realizzati in legno anziché vetro abbiano aperto, bruciandosi, delle lacune che favorirono la circolazione di un forte vento all'interno dell'edificio, e quindi anche un rapido diffondersi delle fiamme.
In un discorso pronunciato nel 1936 alla Camera dei comuni, il politico Winston Churchill commentò emblematicamente l'incendio del Crystal Palace, dicendo che quell'avvenimento segnava la fine di un'epoca.
Rimasero in piedi soltanto le due torricelle laterali, danneggiate dall'incendio e in seguito abbattute durante la seconda guerra mondiale per ragioni di sicurezza. Nonostante i favori e l'ammirazione destati nel pubblico, il concetto sviluppato da Paxton e ripreso da altri aveva dimostrato di non andare sempre incontro alle esigenze della committenza, che in genere desiderava costruzioni destinate a durare nel tempo. Per questo, la costruzione di nuovi edifici del genere non venne continuata.
In epoca più recente, tuttavia, il Crystal Palace è diventato una fonte di ispirazione spesso citata nell'architettura postmoderna.

## Galleria d'immagini

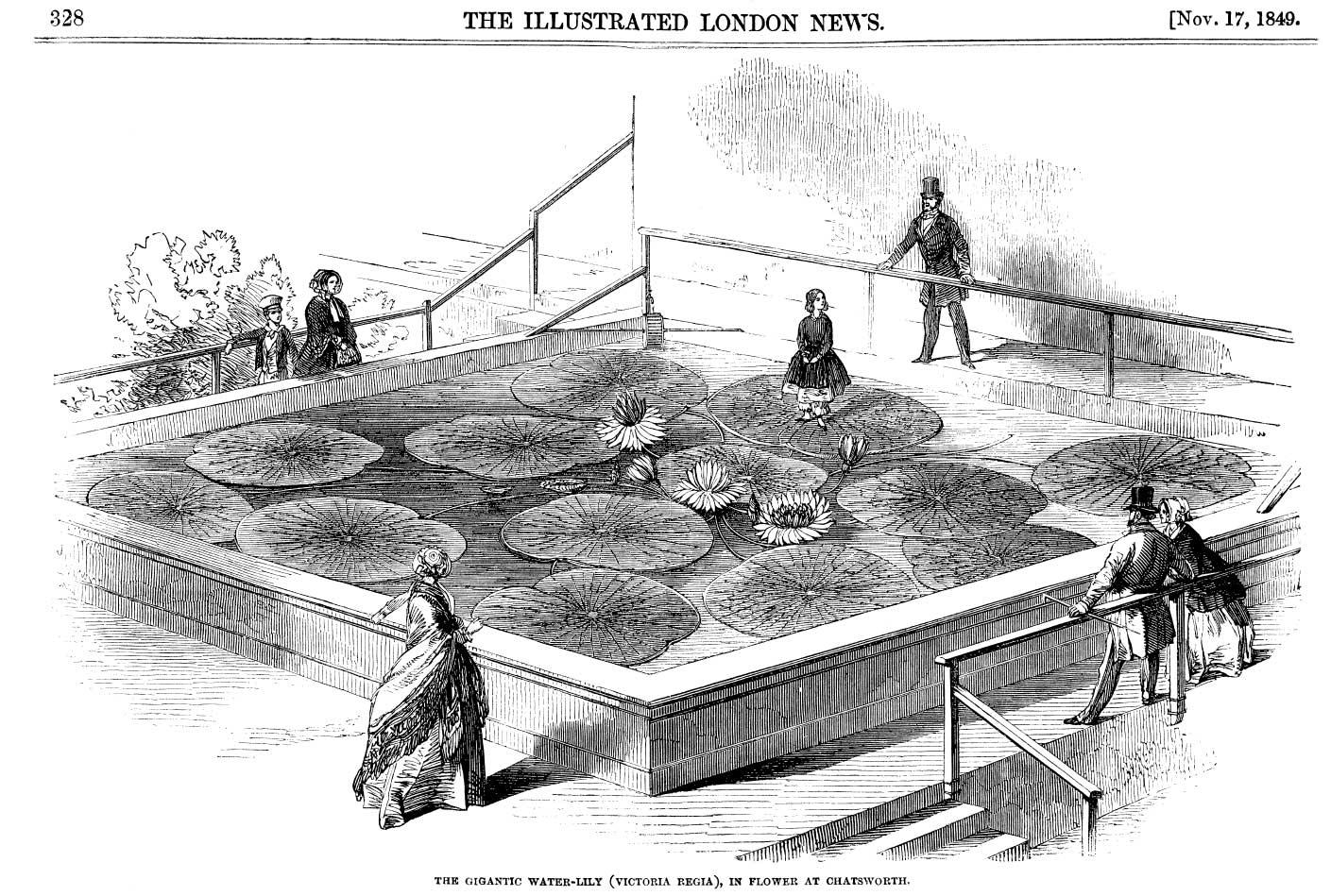
La figlia di Paxton, Annie, in piedi su una foglia di ninfea.
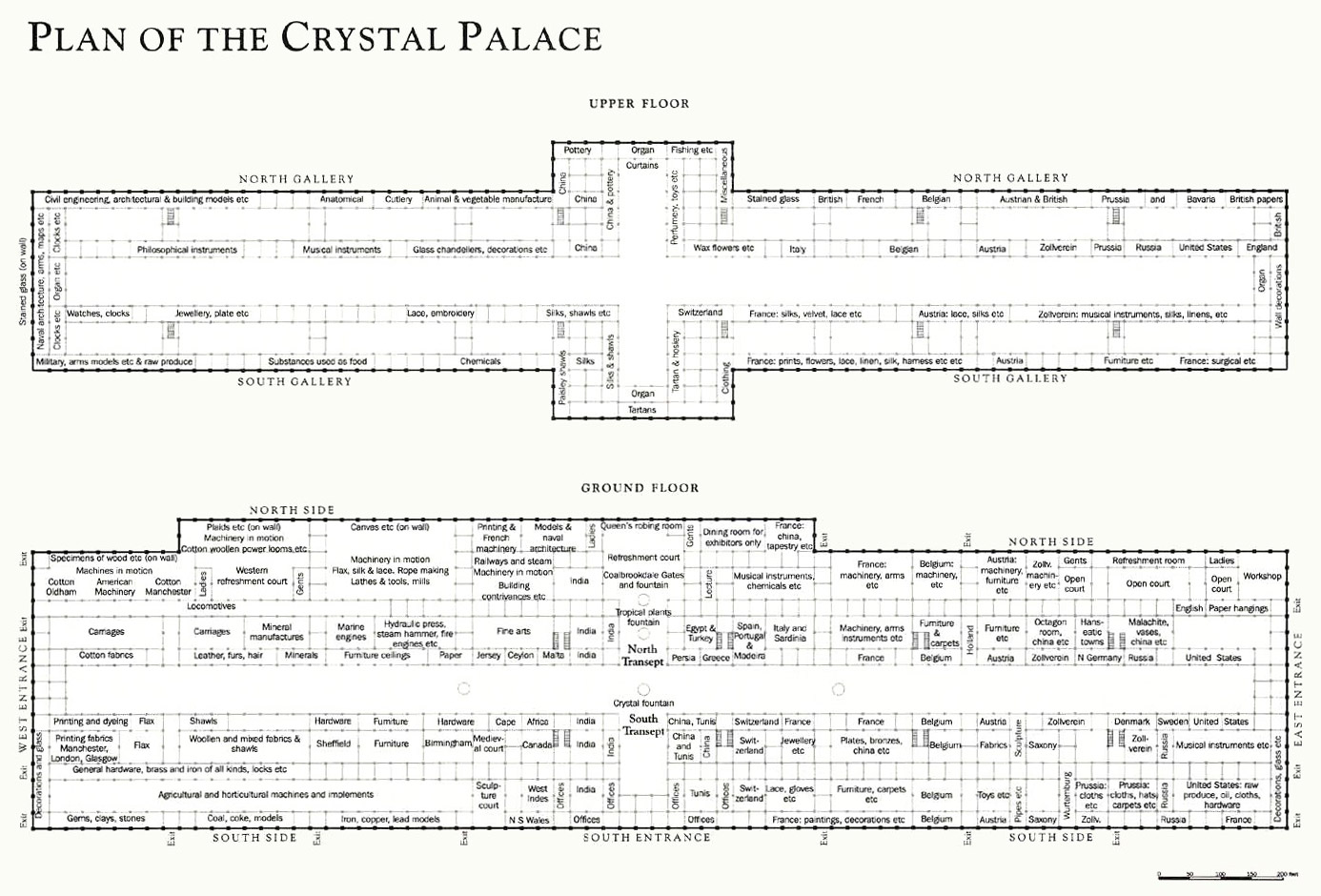
Piani della grande esposizione, 1851.
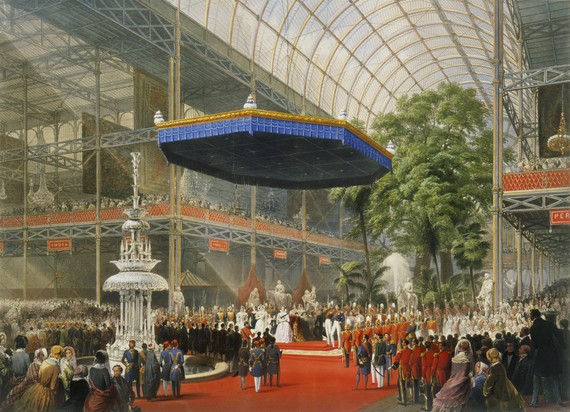
La regina Vittoria apre l'esposizione.
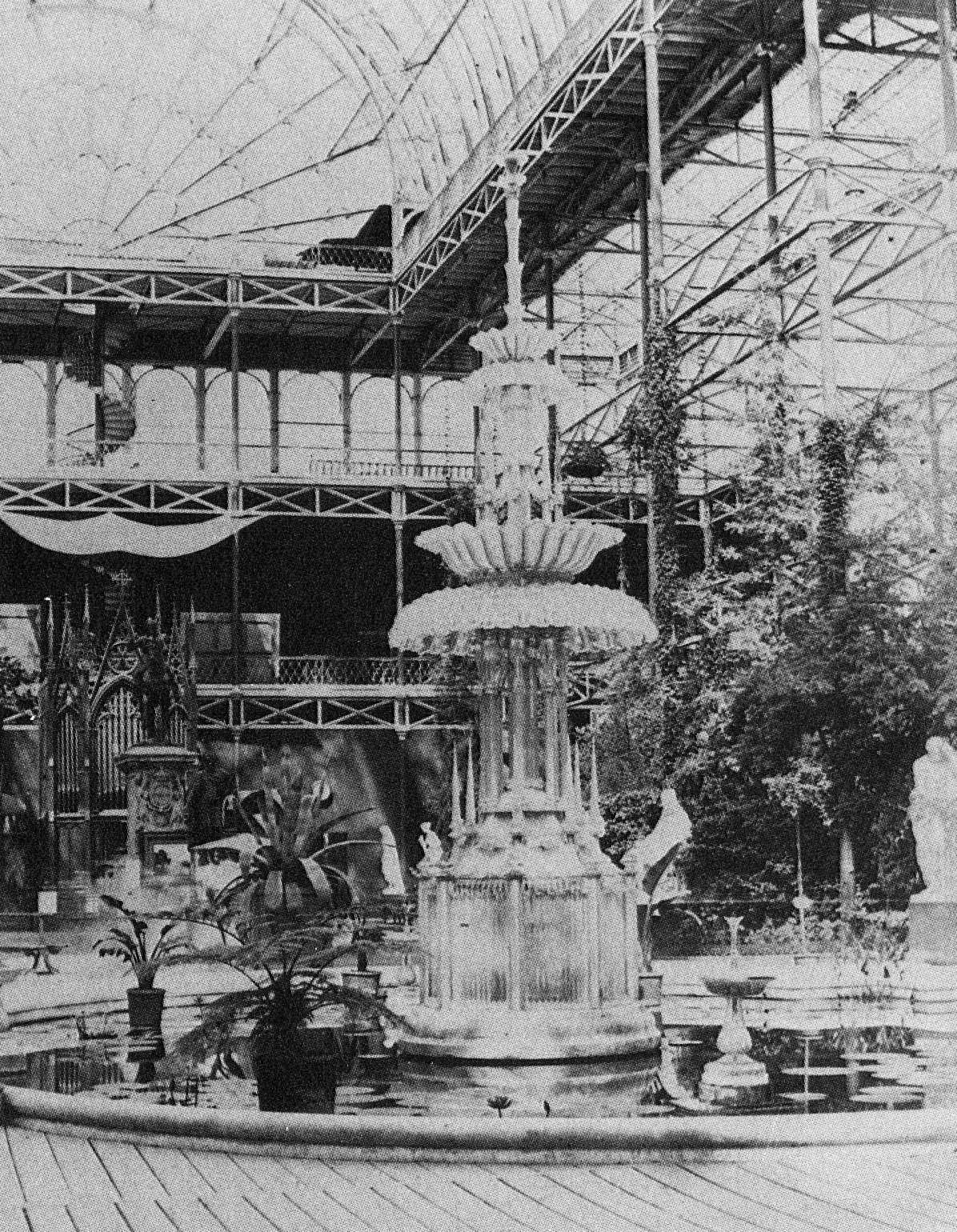
Fontana di vetro all'interno del palazzo.
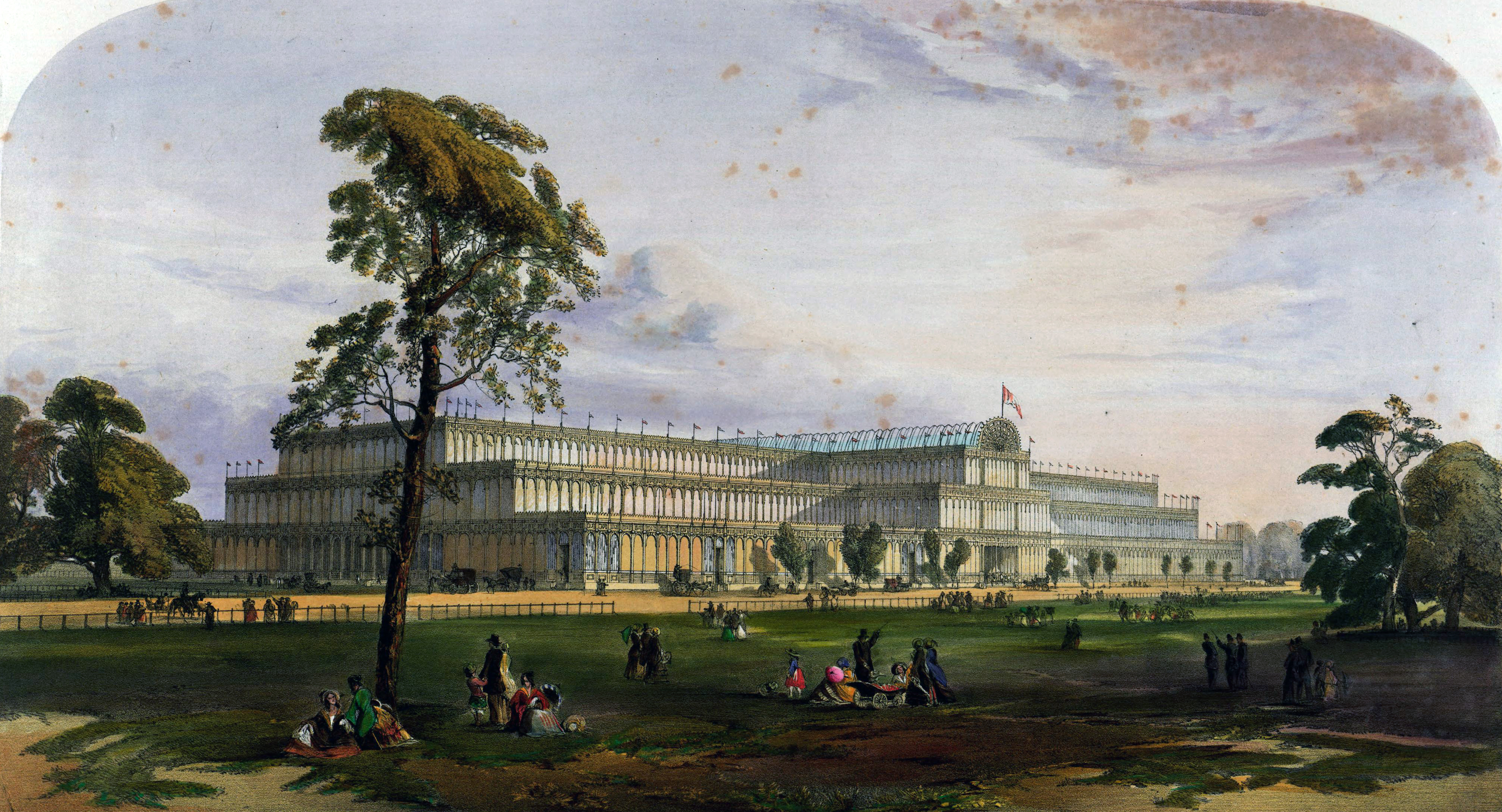
Il palazzo a Hyde Park nel 1851.
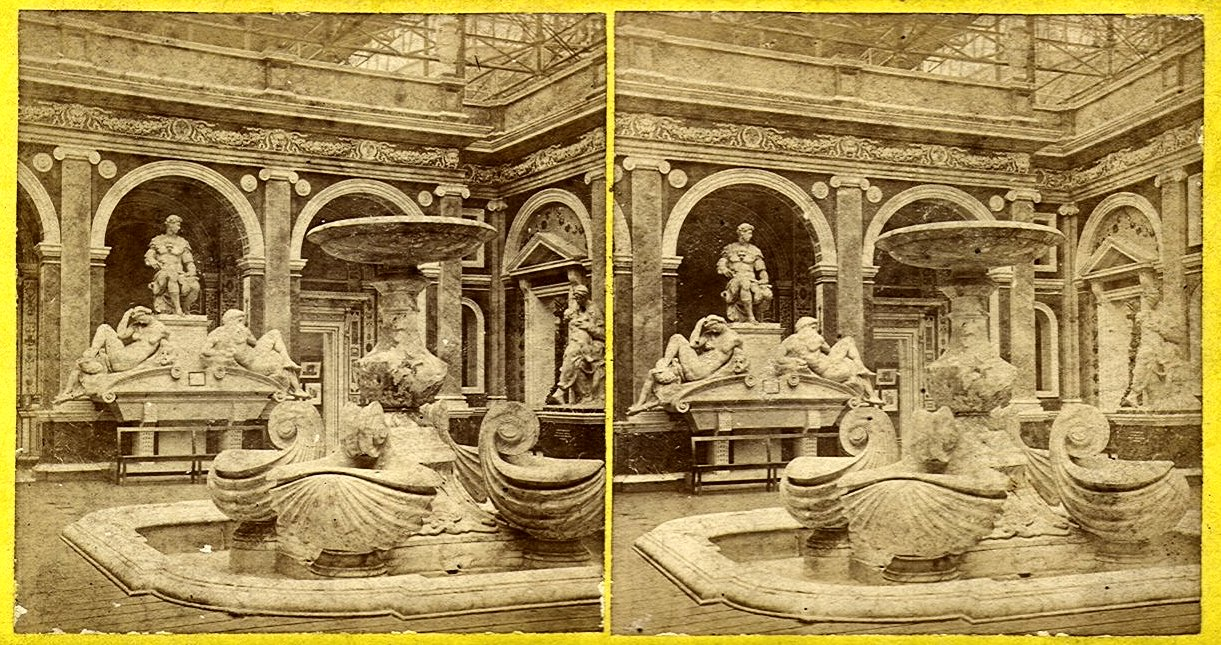
Corte italiana al Crystal Palace.
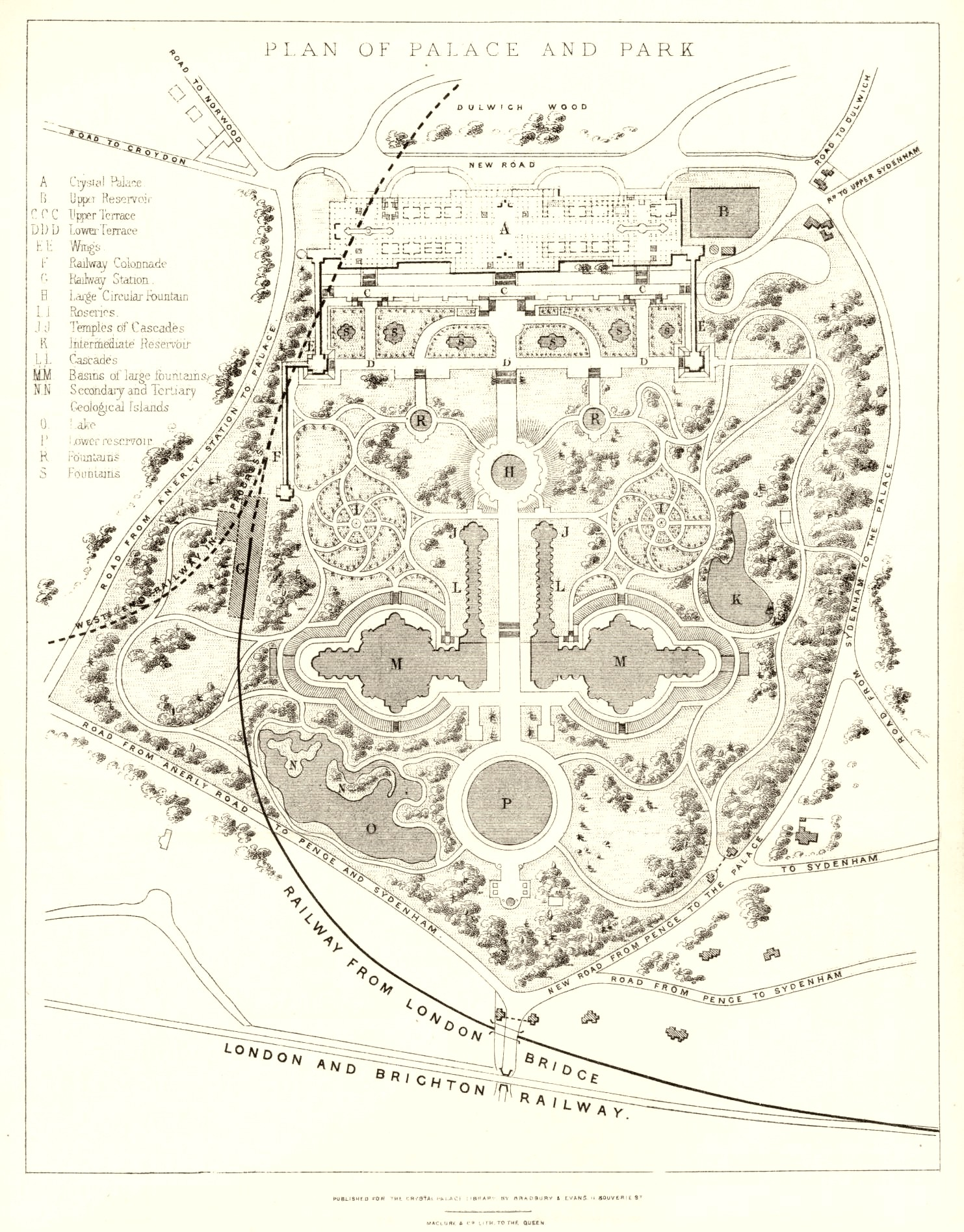
La risistemazione nel nuovo parco.
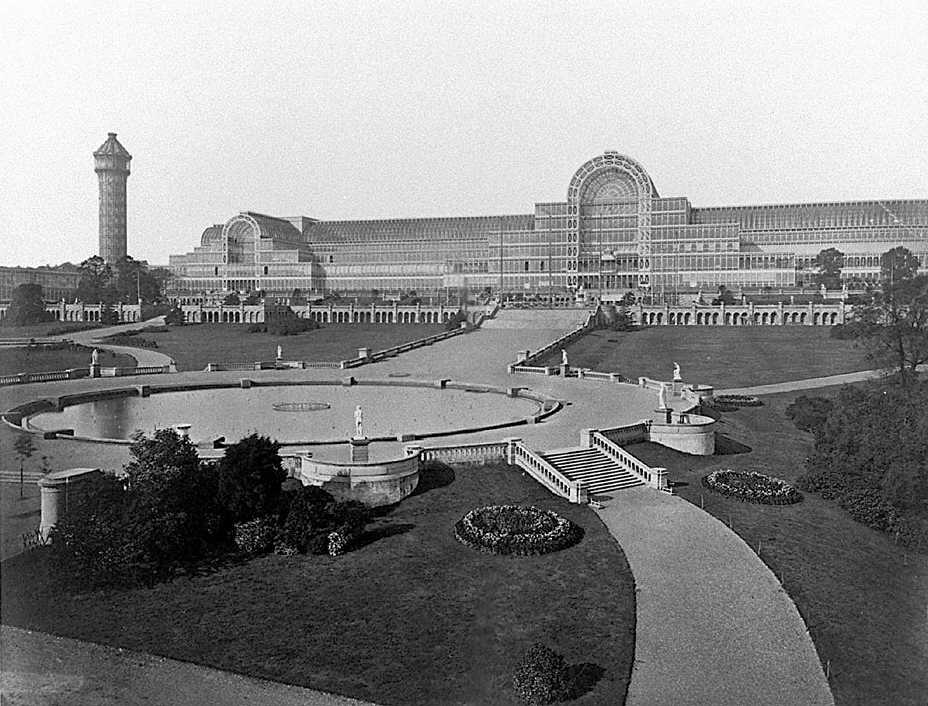
Visione di insieme dopo il trasloco.